# Chana Maron
Chana Maron, rodným jménem Chana Meierzak (hebrejsky חנה מרון‎; 22. listopadu 1923 Berlín, Výmarská republika – 30. května 2014 Tel Aviv, Izrael) byla izraelská herečka, komička a divadelnice narozená ve Výmarské republice (dnešní Německo). 

## Život a kariéra
Chana Meierzak se narodila 22. listopadu 1923 v Berlíně ve Výmarské republice. V dětství hrála v několika divadelních hrách, filmech a rozhlasových hrách. V roce 1931 se objevila ve filmu Vrah mezi námi od Fritze Langa. Navštěvovala Montessori školu, kde se učila francouzsky. V roce 1932 strávila rok v Paříži. V roce 1933, po nástupu nacistické strany k moci, emigrovala s rodinou do Britského mandátu Palestina.
V roce 1940 se stala členkou divadla ha-Bima. Během druhé světové války se dobrovolně přihlásila do Teritoriální armády spadající pod Britskou armádu, kde sloužila dva roky a poté se připojila k Židovské brigádě. V roce 1945 se stala členkou divadla Kameri nacházejícího se v Tel Avivu. Byla členkou komise, ve které pomáhala utvářet repertoár souboru, včetně nových děl izraelských dramatiků. Zpočátku hrála vedlejší role, ovšem po úspěchu v roli Miky ve filmu Chodil po polích od Moše Šamira se stala jednou z předních izraelských hereček.
Provdala se za hereckého kolegu Josi Jadina (syna archeologa Eleazara Sukenika a bratra izraelského generála Jiga'ela Jadina). Byli spolu šest let. Její nejznámější role byly v Pygmalionu, Skleněném zvěřinci (původním názvem The Glass Menagerie) a Hello, Dolly! a hrách Nathana Altermana.
Dne 10. února 1970 zaútočili palestinští teroristé na letištní autobus, kterým se Moron dopravovala na letiště Mnichov-Riem k letu společnosti El Al do Londýna. Při útoku granátem utrpěla vážná zranění a musela jí být amputována noha. I přes tato zranění pokračovala o rok později v herecké kariéře. Stala se mírovou aktivistkou.
Hrála ve filmech Teta Clara (1977), Sup (1981) a Slepá ulička (1982). V roce 2000 založila Herzlijský divadelní soubor. Podílela se na výstavě Altermanových básní a na výstavě děl Bertolta Brechta. Koncem roku 2003 se vrátila do divadla Kameri, kde získala roli v komedii. V roce 2004 hrála v divadelním představení, jež rekonstruovalo soudní proces s lidmi, kteří odmítali nastoupit vojenskou službu u Izraelských obranných sil.
V roce 2011 byla uvedena do Guinnessovy knihy rekordů jako herečka s nejdelší divadelní kariérou (trvající 83 let).

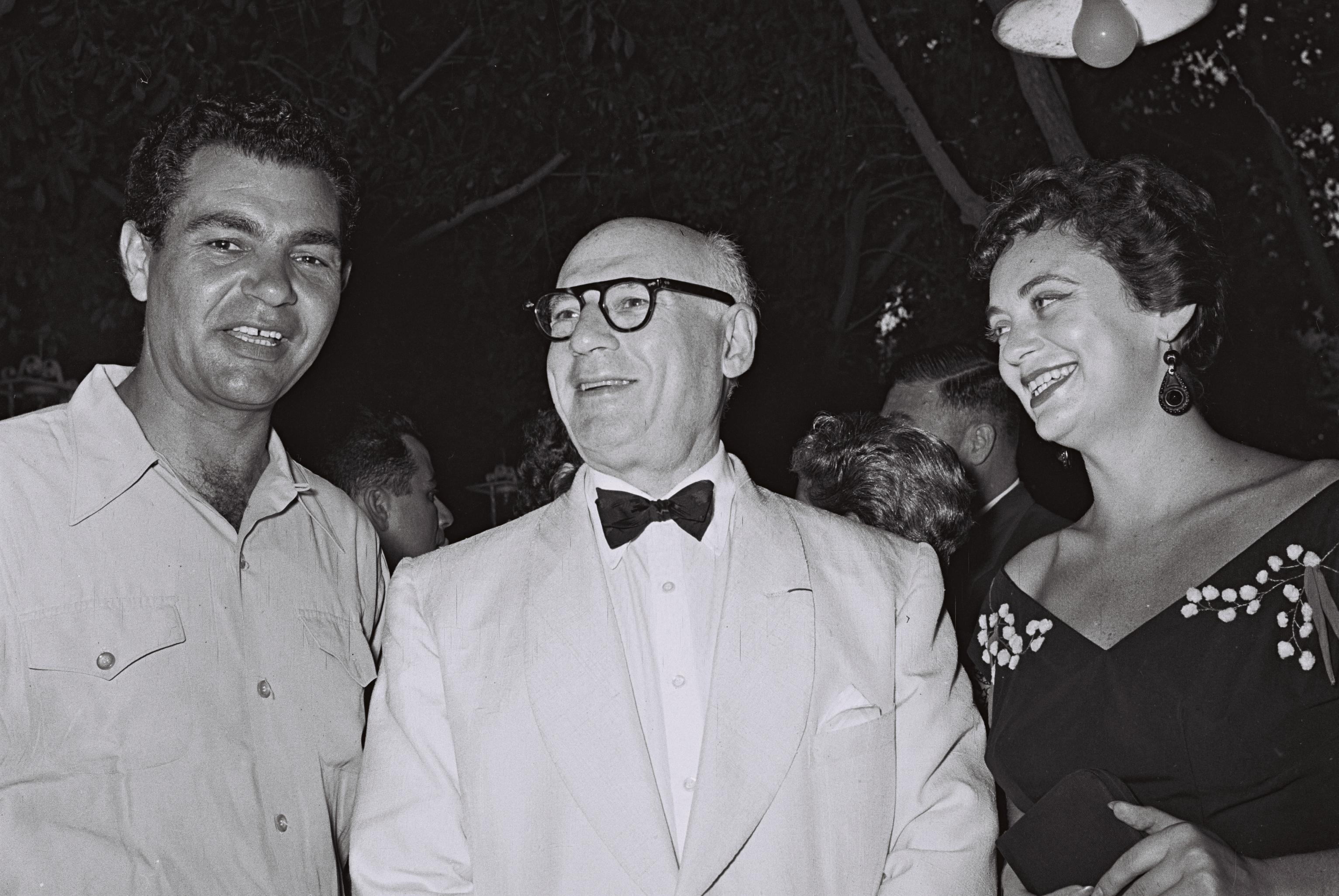
Chana Maron (vpravo) s Josi Jadinem (vlevo) a Sol Hurokem (uprostřed)

Provdala se za architekta Ja'akova Rechtera, s nímž měla tři děti: Amnona (architekt), Ofru (filozofka) a Dafnu (herečka). Chana Maron zemřela 30. května 2014 v Tel Avivu ve věku 90 let.

## Odkaz v kultuře
V roce 2016 vyšel v němčině grafický románový životopis od Barbary Yelin: Vor allem eins: Dir selbst sei treu. Die Schauspielerin Channa Maron, doslova Především jedno: buďte věrní sami sobě. Herečka Chana Maron.
V roce 2017 Barbara Yelin spolu s Davidem Polonskim připravila podle svého grafického románu také výstavu. Ta probíhala na německých středních školách (na Gymnáziu Heinze Berggruena v Berlíně a na Humboldtově gymnáziu ve Vaterstettenu), na Mezinárodním festivalu literatury v Berlíně a v Goethe-Institutu v Tel Avivu a Jeruzalémě.

## Ocenění a vyznamenání

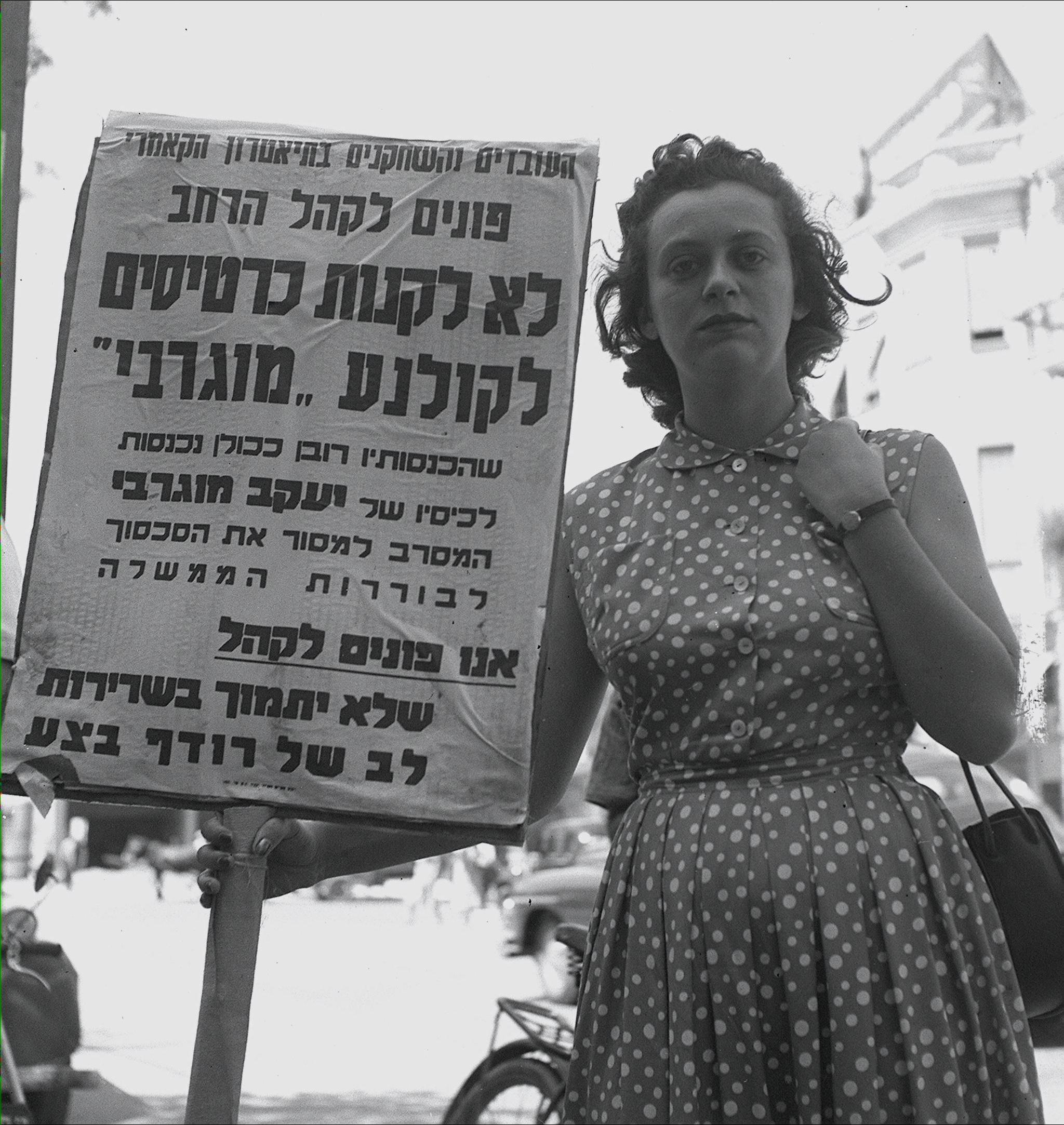
Chana Maron demonstruje proti majitelům kina v Tel Avivu, 1950

- Izraelská cena za přínos v oblasti divadelnictví (1973)[18]
- Čestný doktorát od Telavivské univerzity (1994)[1]
- Čestný doktorát od Ben Gurionovy univerzity v Negevu (2007)[8]
- Ynet ji označil za „první dámu izraelského divadla“.
- Jako svou inspiraci ji uvádělo mnoho izraelských herců, například Jóram Ga'on a Gila Almagor.[19]

## Reference

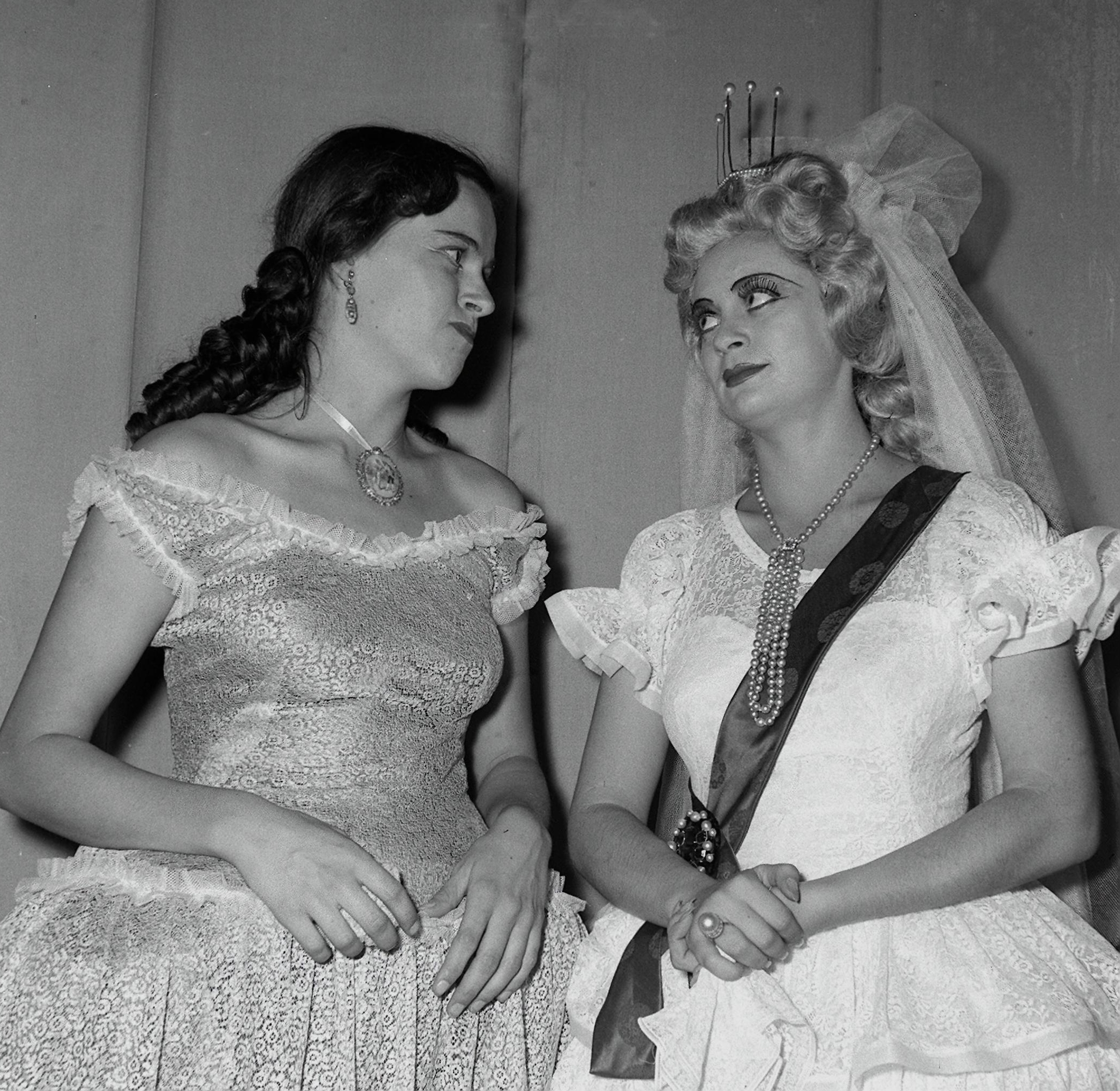
Chana Maron a Orna Poratová, 1949